# Xai-Xai
Xai-Xai je grad na jugu Mozambika. Glavni je grad pokrajine Gaza. Leži na rijeci Limpopo, u blizini njezinog ušća u Indijski ocean, oko 200 km sjeveroistočno od glavnog grada Maputoa.
Osnovan je početkom 20. stoljeća kao João Belo. Služio je kao pomoćna luka naselju Lourenço Marques (danas Maputo). Prije neovisnosti 1975. godine, bio je značajna luka i poljoprivredni centar za uzgoj riže.
Grad je teško stradao 2000. u izlijevanju Limpopoa.
Xai-Xai je 2007. imao 115.752 stanovnika.

## Vanjske poveznice

### Ostali projekti
|  | Zajednički poslužitelj ima još gradiva o temi Xai-Xai |